# Михайловка (Кормиловский район)
Михайловка — село в Кормиловском районе Омской области России, административный центр Михайловского сельского поселения.

## География
Село расположено в лесостепи в пределах Барабинской низменности, относящейся к Западно-Сибирской равнине. В районе села реки и озёра отсутствуют. Распространены лугово-чернозёмные солонцеватые и солончаковые почвы и солонцы. Высота центра населённого пункта — 113 метров над уровнем моря.
По автомобильным дорогам село расположено в 34 км от районного центра посёлка Кормиловка и 80 км от областного центра города Омск. Ближайшая железнодорожная станция расположена в посёлке Кормиловка.
Климат умеренный континентальный (согласно классификации климатов Кёппена-Гейгера — тип Dfb). Среднегодовая температура положительная и составляет + 1° С, средняя температура самого холодного месяца января − 18,1 °C, самого жаркого месяца июля + 19,5° С. Многолетняя норма осадков — 379 мм, наибольшее количество осадков выпадает в июле — 62 мм, наименьшее в марте — 13 мм

## История
Основано в 1908 году переселенцами из Малороссии и Белоруссии. Поселенцы строили землянки из подручных материалов. Крестьяне занимались земледелием и скотоводством. Почти в каждом дворе был свой колодец. Но колодцев с водой, пригодной для приготовления пищи, было мало.
В 1931 году был организован колхоз «Путь бедняка». В 1943 году колхоз стал именоваться колхозом «Заря». Земельная площадь колхоза составляла 4422 га. В 1951 году в результате объединения колхозов «Заря», «Красный крестьянин» и «Прогресс» был образован укрупнённый колхоз имени Карла Маркса. Впоследствии реорганизован в совхоз «Михайловский». В 1981 году совхоз «Михайловский» получил статус племсовхоза. В 1994 году — статус племзавода.

## Население
| 2010 |
| ---- |
| 808  |